# 班納 (加利福尼亞州)
班納（英語：Banner）是位於美國加利福尼亞州聖地牙哥縣的一個非建制地區。該地的面積和人口皆未知。

## 地理
班納的座標為33°04′08″N 116°32′46″W / 33.06889°N 116.54611°W，而該地的平均海拔高度為836米（即2743英尺）。